# フランケンシュタインの怪獣 サンダ対ガイラ
『フランケンシュタインの怪獣 サンダ対ガイラ』（フランケンシュタインのかいじゅう サンダたいガイラ）は、東宝と米国のベネディクト・プロが提携し、1966年（昭和41年）7月31日に封切り公開した日本の特撮映画。カラー、シネマスコープ（東宝スコープ）。同時上映は『ジャングル大帝』と『つるのおんがえし（人形劇）』。

## 概要

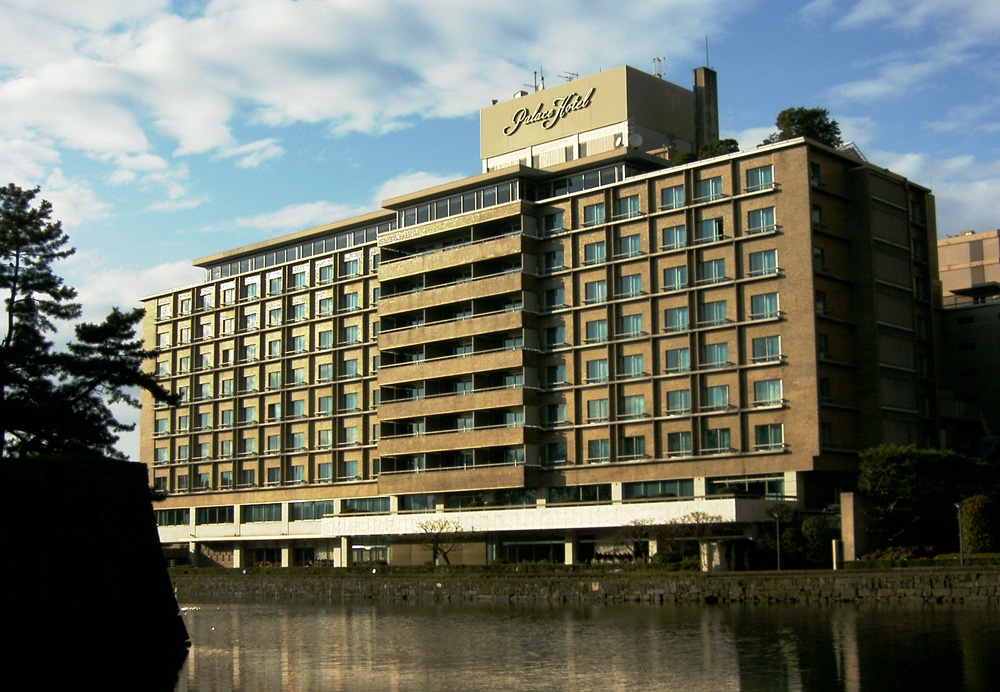
スチュワート博士とアケミの投宿したホテルの外観には、大手町パレスホテルが使われた。

設定などは異なるが、前年に公開された怪獣映画『フランケンシュタイン対地底怪獣』（1965年、本多猪四郎監督）の姉妹編である。作品の根底には日本古来の神話『海彦山彦』が敷かれ、「細胞分裂によって分身した2体のフランケンシュタイン（いわばクローン）の争い」が描かれた。
前作同様、緻密なミニチュアや、リアルな大きさの人型怪獣同士による格闘が見どころ。本作品で初登場した東宝自衛隊の対怪獣兵器「メーサー殺獣光線車」は、伊福部昭の劇伴「L作戦（メーサー）マーチ」と相まって高い人気を得たことで、本作品以降における日本の特撮やアニメ作品などに多大な影響を与えている。当初、メーサー殺獣光線車の登場シーンに脚本はなく、ドラマ的な見せ場を作るべく本多が加筆して映像化した。
怪獣のデザインは、『ウルトラQ』『ウルトラマン』『ウルトラセブン』『マイティジャック』などでも知られる成田亨によるもの。前作のフランケンシュタインは俳優が生身で演じていたが、本作品は着ぐるみによる怪獣となっている。これにより、前作にはない自衛隊による激しい攻撃が描かれた。
興行面では、東映や大映との競合対策から、東宝初となる長編アニメーション映画との同時上映となった。

## ストーリー

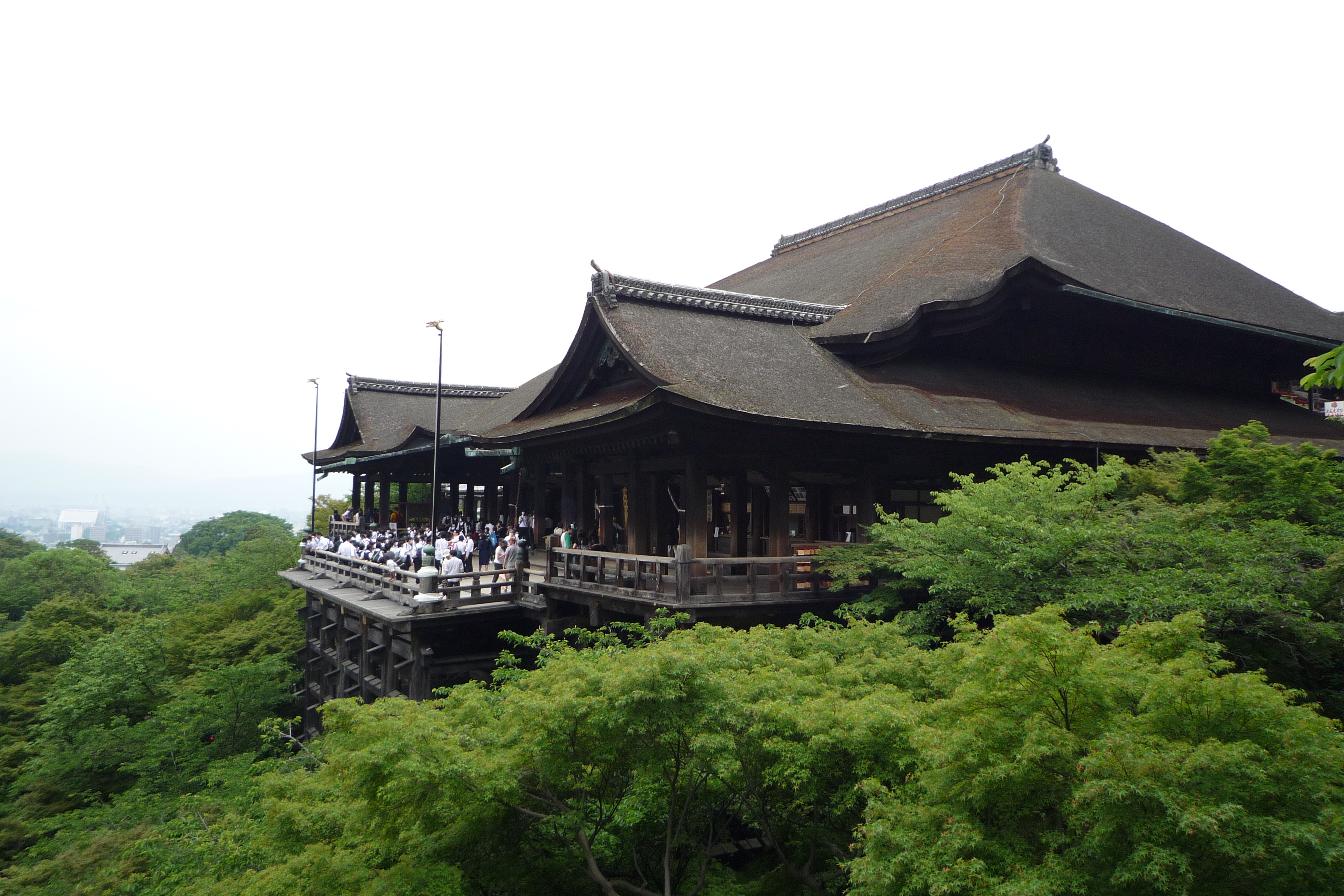
スチュワート研究所は京都清水寺そばという設定。清水寺と京都女子大近辺が外観描写に使われた。

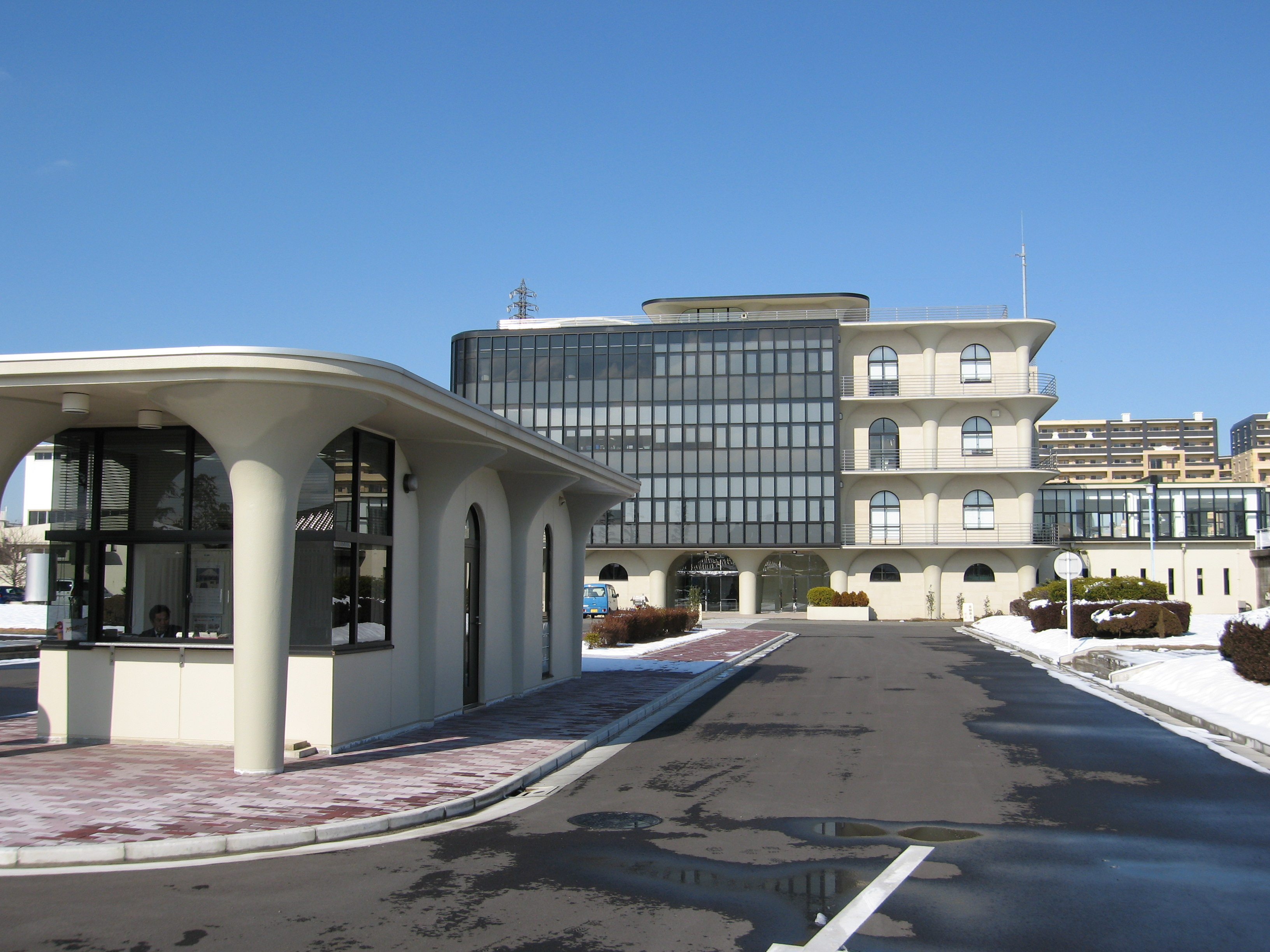
「東都大学原子生物化学研究所」の外観に使われた「長沢浄水場」。ほぼ同じ頃、円谷プロの『ウルトラマン』に登場する科学特捜隊の研究施設「科学センター」としてたびたび撮影されている。

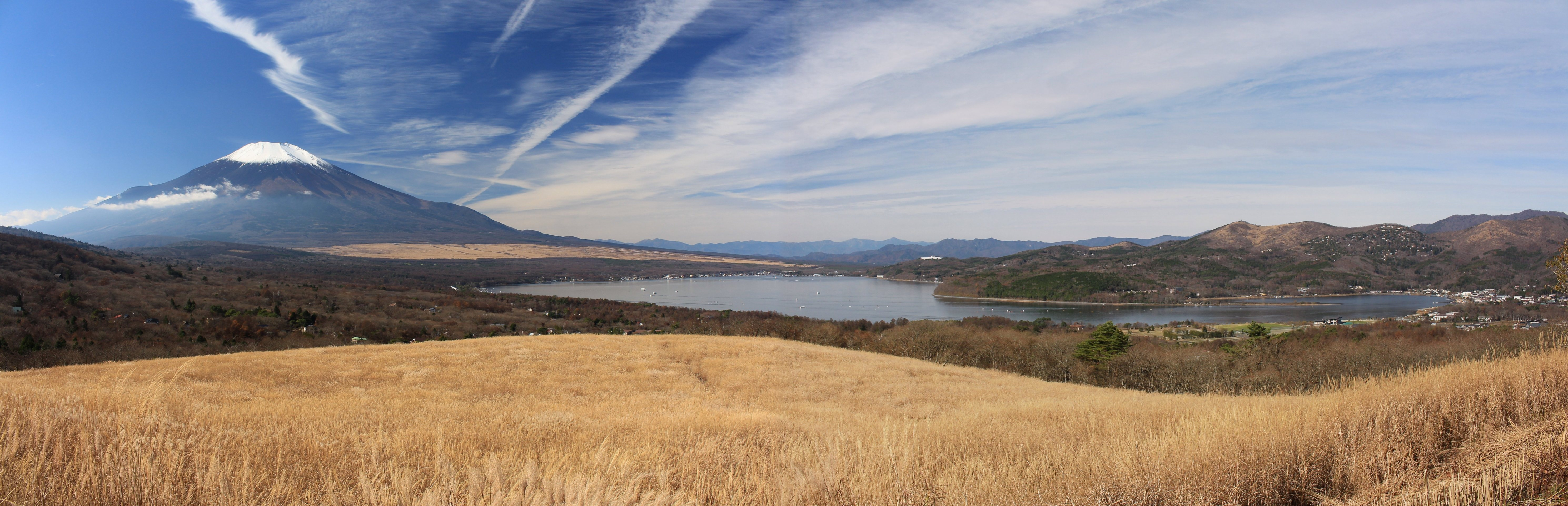
山中湖でロケが行われた。

嵐の夜、三浦半島沖を航行する漁船・第三海神丸が大ダコに襲撃され沈没する。唯一生き残った男性が「仲間は全員、タコに続いて海から現れたフランケンシュタインみたいな怪物に食われた」と繰り返した。さらに、噛み砕かれ吐き出されたような乗組員の衣服が引き上げられたことを受け、海上保安庁はフランケンシュタインの研究で有名な京都のスチュワート研究所へ連絡する。
スチュワート博士は「研究所で育てられ、1年前に富士で死んだはずのフランケンシュタインが生き返り、漁船を襲ったのではないか」との問いに「仮に生き返ったとしても海にいたり人間を喰うことはあり得ない」と答えた。サンダと名付けられたこのフランケンシュタインを世話していた所員の戸川アケミも「サンダはおとなしく素直だった」とし、疑いを全面否定する。
しかし、その後も三浦半島付近では海の怪物による被害が相次いだ。フランケンシュタインの目撃報告をもとにスチュワート博士とアケミは谷川岳へ、間宮博士は山中湖へ向かう。引き上げられた漁船からは海棲生物の細胞組織が、山中では巨大な足跡がそれぞれ発見された。間宮の持ち帰った細胞組織がフランケンシュタインのものと判明した直後、曇天の羽田空港に巨大なフランケンシュタインが現れ、女性事務員を食らう。雲間から太陽がのぞくと、フランケンシュタインは慌てて海へ姿を消した。
一連の事件がフランケンシュタインによるものと判明し、スチュワート博士とアケミは対策会議に出席すべく上京する。スチュワート博士は、山と海にそれぞれ別のフランケンシュタインがいるのではないかと想像する。会議では強い光や火に弱い海のフランケンシュタインの性質が間宮によって指摘され、市民に灯火要請が出された。その夜、ビアガーデンを襲った海のフランケンシュタインはライトを浴びせられて境川から上陸し、自衛隊によって太田橋付近の谷川へ誘導される。殺人光線による細胞組織の徹底消滅を図る「L作戦」が実行され、海のフランケンシュタインは陸上自衛隊のメーサー殺獣光線車と放電攻撃によって追い詰められた。ところが、そこにもう1頭の巨大な山のフランケンシュタインが現れ、自衛隊を牽制して海のフランケンシュタインを連れ去る。
山と海のフランケンシュタインを、それぞれ「サンダ」「ガイラ」と正式に命名。両者の細胞は完全に一致し、2頭は「分身」であることが確定する。心優しいサンダは、ガイラを湖の水辺で保護しながら、湖に落ちかけたアケミを救い負傷する。一方、ガイラは霧に乗じて湖を訪れた人々を食らい続け、ついにサンダの怒りを買った。サンダの攻撃に、ガイラは海へ逃亡し消息を絶つ。サンダの保護管理を主張するスチュワート博士と、両フランケンシュタインの徹底消滅を主張する橋本陸将補が対立する中、餌を求めて東京銀座に現れたガイラを追い、サンダも現れる。負傷を押してガイラを止めようと立ち向かうサンダを自衛隊が援護しながら、サンダとガイラの戦いが始まった。サンダは晴海埠頭へ逃げ込んだガイラに最後の説得を試みるが、拒絶されて最後の戦いを始め、共に外海へ出ていく。その後、外海で海底火山が噴火し、サンダとガイラは巻き込まれて海に消えていった。

## 登場怪獣
フランケンシュタインの怪獣 サンダ

フランケンシュタインの怪獣 ガイラ

海魔 大ダコ

## 登場兵器・メカニック

### 架空
メーサー殺獣光線車

ミサイル戦車

サーチライト車

レーザー放射機・高圧電流端子
L作戦に投入された陸上自衛隊の装備群。双方共に全高2 - 3メートルほどの大きさで、4輪の電源車（車体上部にパラボラアンテナを装備）によって電力を供給され、放電コントロール装置によって制御される。H-19 はつかりにより空輸され、設置は人間の手で行われる。
レーザー放射器は形状と塗装の異なるAタイプとBタイプの2種が存在するが、側面にパラボラ型レーダー、頂部にレーザーの放射部を装備する基本的な構造は同一である。放射部から直線的なレーザーを発射するが、メーサー殺獣光線車ほどの出力は無い。高圧電流端子は水中に高圧放電を行うもので、上部に2基の螺旋状の突起部を持ち、そこからコードを介して電源車に接続されている。
劇中では共にガイラ撃滅を目的とした「L作戦」で投入される。レーザー放射器はガイラへの牽制攻撃に参加し、高圧電流端子は木曽川の中に設置され、川の水を介してガイラを感電させる。これにメーサー殺獣光線車などを加えた連携攻撃で、ガイラを感電死寸前にまで追い詰めた。
- 準備稿ではメーサー殺獣光線車は登場せず、こちらが主であった。

### 実在

#### 自衛隊
- 61式戦車[出典 12]
- M4中戦車[42]（M4A3E8シャーマン戦車[36]）
- M41軽戦車[40]
- 3/4tトラック（ダッジWC52型）
- 1/4tトラック
- ダッジWC62 1.5tトラック
- 初代いすゞ・エルフトラック[注釈 5]
- H-19A/C多用途ヘリコプター[43]（シコルスキーH-19 はつかり[39][36]）
- 60式106mm無反動砲[44]
- 75mm無反動砲M20
- 12.7mm重機関銃M2
- 64式7.62mm小銃
- M1騎銃

#### 海上保安庁
- れぶん型巡視船「げんかい」

## キャスト
- 間宮雄三[45][46]：佐原健二
- 戸川アケミ[45][46]：水野久美
- スチュワート博士[出典 13]（ポール・スチュワート博士[28][49]）[注釈 6]：ラス・タンブリン
- 橋本陸将補[45][46]：田崎潤
- 歌手[8][28]（ビアガーデンの歌手[50]）：キップ・ハミルトン（英語版）[注釈 7]
- 平井[45][46]：田島義文
- 喜田教授[45][46]：中村伸郎
- 泉田課長[45][46]：伊藤久哉
- 風間二佐[出典 14]：桐野洋雄
- 士官A[46][53]：堤康久
- 病院の医師[出典 15]：ヘンリー・大川[注釈 8]
- 山のガイド[46]：広瀬正一
- 自衛隊幕僚[8][28]：野村明司
- 年配の漁夫[出典 16]：沢村いき雄
- 亀田三郎[出典 17]：山本廉
- ハイカー[8]（登山の若者[28]）：井上紀明
- アベックの男[8][注釈 9]：西条康彦
- 子供のフランケンシュタイン[46][16]（成長前のサンダ[58]）：小宮康弘
- 士官[46]：坂本晴哉
- 士官[46][59]：津田光男
- 羽田空港管制官[出典 18]：大前亘
- 病院の看護婦[46][61]：森今日子
- アベックの女[8][注釈 10]：南弘子
- 記者[46][16]：岡部正、勝部義夫、伊藤実
- 陸幕長[8]（陸上幕僚長[63]、陸上自衛隊幕僚長[28]）：土屋詩朗
- 統合幕僚会議議長[8][注釈 11]：熊谷卓三
- 潜水夫[46]：伊原德
- 士官D[8][28]：鹿島邦義
- 記者[46][16]：橘正晃、岡豊
- 記者[出典 19]：渋谷英男
- ガイラ[出典 20]：中島春雄
- サンダ[出典 21]：関田裕
- スチュワート博士の声[出典 22]：睦五郎
- サンダの子供の声[出典 23]：木下華声

### キャスト（ノンクレジット）
- 記者、山のガイド、ヘリ隊員：石川隆昭[71]
- 喜田教授の助手：内山みどり[72]
- 防衛庁長官、羽田空港の避難民：生方壮児[73]
- 海に落ちる漁師：久野征四郎[74]
- ハイカー：小松英三郎[75]、近藤征矢[75]、高野文子[76]、谷和子[77]
- 海上保安庁の職員：西条悦郎[57]
- 生物科学研究所員：清水良二[78]
- ガイラに食べられてしまう空港職員：田辺和佳子[77]
- 幕僚副長：松下正秀[79][80]
- 海上保安部職員：吉田静司[81][80]、川又由希夫[82]

## スタッフ
参照
- 製作：田中友幸、角田健一郎
- 脚本：馬淵薫、本多猪四郎
- 撮影：小泉一
- 美術：北猛夫
- 録音：刀根紀雄
- 照明：髙島利雄
- 音楽：伊福部昭
- 整音：下永尚
- 監督助手：梶田興治
- 編集：藤井良平
- 音響効果：西本定正
- 現像：東京現像所
- 製作担当者：古賀祥一[注釈 12]
- 特殊技術
  - 撮影：有川貞昌、富岡素敬
  - 光学撮影：徳政義行
  - 美術：井上泰幸
  - 照明：岸田九一郎
  - 合成：向山宏
  - 操演：中代文雄
  - 監督助手：中野昭慶
  - 製作担当者：坂本泰明
- 特技監督：円谷英二
- 監督：本多猪四郎

### スタッフ（ノンクレジット）
- スチール：田中一清[8]
- 撮影助手（特撮）：真野田陽一[8]、唐沢登喜麿[8]、山本武[8]、鶴見孝夫[8]、向井賢哉[8]、宮西武史[8]、鳥海満[8]
- 光学撮影：鵜飼啓一[8]、小野寺浩[8]、川北紘一[8][29]、真野田嘉一[8]
- 特撮作画：飯塚定雄[8]、飯塚江津子[8]、川名正[8]、山田恒雄[8]
- 合成：土井三郎[8]
- 編集（特撮）：皆川泰陳[8]、石井清子[8]
- 背景（特撮）：鈴木福太郎[8]、島倉二千六[8]、宮本栄一[8]、滝川重郎[8]、小島耕司[8]
- 火薬：山本久蔵[8]、渡辺忠昭[8]
- 造形：利光貞三[8]、八木康栄[8]、開米栄三[8]
- 怪獣デザイン：成田亨[83][29]

## 劇中歌
「Feel In My Heart」
歌：キップ・ハミルトン
劇中で外国人歌手が歌う。主演したラス・タンブリンは、自身のファンだという音楽グループ・DEVOと会った際に本作品の話題となり、この曲を空で歌えると言われて相当驚いたと語っている。
音楽担当の伊福部昭による作曲とする説が流布されているが、伊福部本人はこれを否定している。

## 製作
本来は『フランケンシュタイン対地底怪獣』の続編として企画されていたが、監督の本多猪四郎の「映画は1本1本独立したものが良い」という考えから、シナリオ決定稿の段階でこの形となった。
脚本ではサンダとガイラの名は決定しておらず、それぞれ「山フランケンシュタイン」「海フランケンシュタイン」と表記されている。脚本名も、第一稿では『フランケンシュタインの兄弟』と題され、以後は『フランケンシュタインの斗争』、『フランケンシュタインの決闘』と変遷している。

### キャスティング
戸川アケミ役の水野久美は、別役ながら「幼少期のフランケンシュタインを知る研究者」という前作とほぼ同様の役柄を演じている。
当初、スチュワート博士役はタブ・ハンターの予定だった。実際に同役を演じたラス・タンブリンだが、定時の撮影後は共に来日した妻とホテルへ直帰している。食事など交歓の誘いも一切断わるなど、スタッフや俳優たちと積極的に交流したニック・アダムスとは対照的な姿勢をとった。土屋嘉男によれば、撮影現場でも全く演技を合わせないタンブリンの態度に怒った水野久美がヒステリーを起こすこともあったという。
タンブリンは娘のアンバー・タンブリンが2007年日本公開の『呪怨 パンデミック』出演時に妻と共に来日し、東宝のスタジオを40年ぶりに訪れ撮影を見学した。また、2014年にハリウッドのイベント「モンスターパルーザ」でタンブリンと再会した佐原健二は友好的に会話し、同じ作品に出演した同志であることを感じた旨を語っている。

### 特撮
前作に引き続き、1/12スケールでミニチュアを制作。
冒頭のガイラと大ダコの対決シーンは、『フランケンシュタイン対地底怪獣』の公開版では不採用となった「大ダコ出現版」を仕切り直したものとされる。
羽田空港のセットは、東宝撮影所の大プールに設けられた。管制塔も建て込まれるなど広大なセットとなったが、スクリプターの鈴木桂子はカット数が少なく、完成作品でも広さを感じられなかったと述べている。ガイラ役の中島春雄は、大きいセットは気持ちが良く、一生懸命やろうという気持ちになったという。一方、鈴木は、このころより製作期間が半分に減らされるなどしたため、特撮の質が目に見えて落ちていったと証言している。
ガイラが大木を引き抜くシーンでは、ヒムロ杉で作られたミニチュアの樹木に雑草から取られた根がつけられた。美術の青木利郎は、ガイラ役の中島春雄がどの木を抜くかわからないため全ての周辺の木に根をつけたという。
崖から落ちたアケミが木につかまるシーンは、特撮での人形とのつながりもあるため、水野が演じる部分も特撮班が撮影を担当した。

### 音楽
前作に引き続き伊福部昭が音楽を担当。
サンダのテーマは前作のフランケンシュタインのテーマを引き継ぎ、ゴジラのテーマのような重低音金管楽器を増強することで怪獣感を強めた。前作同様バスフルートを使用し、恐怖性よりも悲しみを表現している。ガイラのテーマはサンダのテーマと対になっており、暴力性やグロテスクさを表現した。
通称”L作戦マーチ”と呼ばれるメーサー殺獣光線車のテーマは、伊福部マーチと総称される同系統の楽曲において人気の一曲となっている。

### 海外公開版とオリジナル版との相違
日米合作映画である本作品は、ベネディクト社が「海外公開版」として再編集したものが、アメリカで『怪獣大戦争』との2本立てで公開された。画面サイズは東宝スコープではなく、ビスタサイズにトリミングしている。台詞は全てアメリカの俳優によって吹き替えられ、タンブリン自身も英語台本に合わせて再アフレコしている。タンブリンのシーンを撮り直した部分も多い。
作劇面では「フランケンシュタイン」という意匠設定が外され、二大怪獣は巨人を意味する「ガルガンチュア」と呼ばれ、細胞分裂を繰り返すUMAとなった。ガイラは「緑の怪物（グリーン・モンスター）」または「グリーン・ガルガンチュア」、サンダは「茶色の怪物（ブラウン・モンスター）」または「ブラウン・ガルガンチュア」と呼ばれ、アケミもサンダのことを単に「ガルガンチュア」と呼ぶ。また、スチュワート博士の視点で展開する作劇にアレンジされ、海上保安庁職員・平井（田島義文）が操舵手・亀田三郎（山本廉）や漁船を検分する一連のシーンも、スチュワート博士が立ち会うものとなっている。
伊福部昭による劇伴曲はぶつ切りにされ、「L作戦マーチ」や「ガイラが海へ逃げるシーンでの使用曲」などがテンポの速いアメリカの楽曲に差し替えられた。随所に『怪獣大戦争』（1965年、本多猪四郎監督）、『三大怪獣 地球最大の決戦』（1964年、本多猪四郎監督）からの楽曲や、『キングコング対ゴジラ』（1962年、本多猪四郎監督）の「大ダコのテーマ」が挿入されている。また、歌手役のキップ・ハミルトンの歌声が日本版より鮮明となった。
ガイラが羽田空港に上陸し、女性をつかみ上げて食べる場面は「ガイラが女性を噛み砕いて飲み込んだあとに衣服を吐き出す」箇所までは同じだが、オリジナル版の花束のアップが、海外版では「ボロボロの衣服が滑走路にベタッとたたきつけられる」に変更された。
アメリカでの上映時間規定（90分）を満たすため、「ガイラを助けに現れ、飛び降りるサンダ」、「銀座でガイラを迎え撃つ自衛隊の車両描写」など、国内版では未使用の特撮カットが挿入されている。
ベネディクト・プロの経営者であるヘンリー・G・サパースタインは、本作品の続編的作品としてサイボーグ化したゴジラとガルガンチュアが戦う映画『Godzilla vs Gargantua』を企画し、ルーベン・バーコヴィッチが脚本を執筆したが、実現には至らなかった。

## 評価
雑誌『映画芸術』1966年10月号では、ガイラをソ連軍、サンダを中共軍、メーサーなど超兵器を米軍のイメージ投影だとして、日本を襲うソ連軍から同じ共産国である中共軍と米軍、自衛隊が日本を守るというプロパガンダ映画だとの評論を掲載した。
映画監督のティム・バートンは、クリス・ペプラーと木村カエラによるインタビューの際に大好きな作品として本作を挙げ、観賞した幼少期に感銘を受けたと語っている。
俳優のブラッド・ピットは、2012年2月26日に行われた第84回アカデミー賞の授賞式で本作品への愛を語り、話題となった。
漫画家の諫山創は、幼少時にテレビで本作品を偶然観ており、代表作『進撃の巨人』に登場する巨人を作るうえで影響を受けたと明かしている。
映画監督のジョン・タートルトーブは、日本の特撮映画に愛着があり、自身が手掛けた『MEG ザ・モンスター』のインタビュー時に本作品を「僕のお気に入りのひとつだ」と評している。
俳優の斎藤工は、お気に入りの怪獣映画として本作品を挙げ、小学校中学年ごろ観た怪獣映画の中でも特に物悲しく切なく感じられたと語っている。
社会学者・映画研究者の谷川建司は、2009年に読んだ『進撃の巨人』に妙な既視感を覚えて2010年に本作品に思い至ったと明かした。また、白昼堂々と暴れるガイラの恐怖描写が怪獣映画にありがちなパターンに陥っていない点を潔いと高く評している。

## 映像ソフト化
- 8mmフィルム
  - 1972年ごろ、『怪獣ジャイアント サンダ』として、ソノシートと絵本のセットにて発売。サンダとガイラが戦い、最後はガイラが逃げ出すという結末。サンダは「ちびっ子サンダ」と呼称され、アケミたち研究員によって大きくなった設定。ガイラの破壊シーンには『怪獣総進撃』の映像が流用されている。
- ビデオテープ
  - ノーカット、シネスコ版で1983年5月25日に発売[108]。
  - 1988年9月10日に海外版VHSが発売[109]。品番 TG4228[18]
  - 1996年11月26日には「国内版」「海外版」とも再発売[109]。
  - 『怪獣王ゴジラ』（1954年版『ゴジラ』の海外公開ヴァージョン）のVHSビデオには、本作品の「海外公開版」の予告編が特典収録されている。
- レーザーディスク
  - ノーカット、シネスコ版で1985年に発売。1992年7月1日にはニューリマスター版が発売[110]。
- DVD
  - 2002年1月26日に発売[111]。特典には「海外公開版」の予告篇と、上記の『怪獣ジャイアントサンダ』の映像やソノシート音声、絵本の画像が収録された[111]。音声特典・オーディオコメンタリーは水野久美[111]。
  - 2007年1月26日に発売された『東宝特撮 巨大生物箱』に収録[111]。
- BD
  - 2010年1月22日発売。

## コミカライズ
- 『フランケンシュタインの怪獣 サンダ対ガイラ』 - 漫画：井上のぼる、原作：馬渕薫。読切作品、非売品[112]

## 関連作品
『ゴジラvsビオランテ』（1989年）
監督の大森一樹は、同映画の制作にあたり本作品を最も参考にし、現代的なリアリティのバランスがあるほか、自衛隊の動かし方は特に影響を受けたという。
『岸和田少年愚連隊』（1996年）
双子の俳優が、「優等生のサンダと不良のガイラ（ともにあだ名）」というキャラクターを演じている。
『キル・ビル Vol.2』（2004年）
ブライドとエルの格闘シーンを撮影するにあたり、クエンティン・タランティーノ監督は役者に本作品のDVDを見せ、クライマックスにおける2怪獣の格闘場面を参考にさせたと語っている。
『GODZILLA 怪獣惑星』（2017年）
同作の前日譚を描く小説『GODZILLA 怪獣黙示録』（2017年）にて無計画に着想したアイデアや東宝怪獣をとにかく採用したことで次作である『GODZILLA プロジェクト・メカゴジラ』（2018年）における登場怪獣の選定に難航。候補を探るなかでサンダとガイラを登場させられないか思案したが、発端となるフランケンシュタインの設定から練り直す必要があるため断念したという。